# Абдельхамід Аїт-Будляль
Абдельхамі́д Аї́т-Будля́ль (фр. Abdelhamid Aït Boudlal, араб. عبد الحميد آيت بودلال; нар. 16 квітня 2006) — марокканський футболіст, захисник французького клубу «Ренн».

## Клубна кар'єра
Вихованець клубу «Кавкаб» та академії Мухаммеда VI. 11 жовтня 2023 року англійська газета The Guardian назвала його одним з 60-ти найкращих футболістів світу 2006 року народження.
2 липня 2024 року підписав з французьким «Ренном» свій перший професіональний контракт, що розрахований до 2028 року. 7 вересня 2024 року дебютував за резервну команду в матчі Насьйоналя 3 проти «Понтіві».
3 лютого 2025 року на правах оренди перейшов у «Ам'єном». 14 лютого дебютував за нову команду в матчі Ліги 2 проти «Гренобля», вийшовши на заміну Сіаку Бакайоко. Всього за час оренди провів 9 поєдинків.
15 серпня 2025 року дебютував в основному складі «Ренна» в матчі Ліги 1 проти «Марселя», вийшовши в стартовому складі. У цій ж грі був вилучений з поля за пряму червону картку.

## Кар'єра в збірній
Виступав за збірні Марокко до 17 і до 20 років. В квітні 2023 року потрапив в заявку збірної до 17 років на юнацький Кубок африканських націй в Алжирі. На турнірі провів п'ять матчів (усі — як капітан команди), відзначившись по голу проти збірної ПАР та у фінальній грі проти збірної Сенегалу, в якому його команда поступилась.
Восени 2023 року виступав за збірну до 17 років на юнацькому чемпіонаті світу в Індонезії. На турнірі провів усі п'ять поєдинків, відзначившись голом проти збірної Індонезії, а його команда пробилась в чвертьфінал, де програла збірній Малі.
В квітні 2025 року потрапив в заявку збірної до 20 років на молодіжний Кубок африканських націй в Єгипті. На турнірі провів три гри, а його команда дійшла до фіналу, де поступилась збірній ПАР.

## Статистика виступів
Станом на 15 серпня 2025 
| Клуб              | Сезон             | Чемпіонат         | Чемпіонат | Чемпіонат | Кубок | Кубок | Єврокубки | Єврокубки | Інші  | Інші | Всього | Всього |
| Клуб              | Сезон             | Дивізіон          | Матчі     | Голи      | Матчі | Голи  | Матчі     | Голи      | Матчі | Голи | Матчі  | Голи   |
| ----------------- | ----------------- | ----------------- | --------- | --------- | ----- | ----- | --------- | --------- | ----- | ---- | ------ | ------ |
| Ренн II           | 2024–25           | Насьйональ 3      | 6         | 0         | —     | —     | —         | —         | —     | —    | 6      | 0      |
| Ренн              | 2025–26           | Ліга 1            | 1         | 0         | 0     | 0     | —         | —         | —     | —    | 1      | 0      |
| → Ам'єн           | 2024–25           | Ліга 2            | 9         | 0         | 0     | 0     | —         | —         | —     | —    | 9      | 0      |
| Всього за кар'єру | Всього за кар'єру | Всього за кар'єру | 16        | 0         | 0     | 0     | 0         | 0         | 0     | 0    | 16     | 0      |